# Innocent Eyes (album van Delta Goodrem)
Innocent Eyes is het debuutalbum van de Australische popzangeres Delta Goodrem. Het maakt haar tot wereldster in eigen land en in het buitenland. Met 5 nummer 1-hits in Australië, en 29 weken op #1, is het beste album dat ooit in Australië is verschenen. Het is wereldwijd ongeveer 3 miljoen keer verkocht.

## Album Informatie
Innocent Eyes is een collectie van piano pop met vele ballade liedjes. Goodrem schreef het gehele album zelf samen met andere behalve: "Throw It Away", "Lost Without You" en "Butterfly". Producers en schrijvers zijn o.a. Gary Barlow and Eliot Kennedy, Ric Wake (Céline Dion, Jennifer Lopez en Mariah Carey), Matthew Gerrard (Mandy Moore, BB Mak), Vince Pizzinga (Midnight Oil, Danielle Spencer), David Nicholas (INXS, Elton John), The Rembrandts en Mark Holden. Het album is onderstond door uitsluitend live instrumenten in tegenstelling van vele andere pop albums die met behulp van sunthesizers de muziek maken.
Het album is uitgebracht in 22 landen met een wereldwijde verkoop van ongeveer drie miljoen albums. Ongeveer 1.047.481 in Australië zelf. Dit album maakt van Goodrem een grote ster in haar eigen land met 5 #1 hit singles ("Born To Try", "Lost Without You", "Innocent Eyes", "Not Me, Not I" en "Predictable"). Het album spendeerde 29 weken op de #1 positie in Australië wat een record was. In oktober 2003, Goodrem kreeg 7 ARIA awards (vergelijkbaar met de Amerikaans Grammy Award en de Nederlandse Edison Award) van de 11 nominaties die ze ontving. Waaronder de ARIA award voor: "Beste Pop", "Beste Nieuwe Artiest: Album", "Beste Vrouwelijke Artiest", "Meest Verkochte Album" en meer. In Januari 2004 "Innocent Eyes" was 1 miljoen keer over de toonbank gegaan, zoals hierboven al vernoemd.
De Japanse versie van het album, die Goodrem in oktober 2006 uitbracht, was een studioalbum van een samenvoeging van haar eerste album dat met haar tweede album Mistaken Identity. Ook staan er 2 nieuwe tracks op genaamd "Never Fades Away" en "Flawed" (wat de eerste single in Japan was). De Japanse versie bereikte de 8ste positie in de Japanse internationale album chart. Het heeft ongeveer 25.000 keer verkocht tot aan december 2006.

## Titel lijst

### Standaard Versie
| Standard Editie | Standard Editie                          | Standard Editie                                                      | Standard Editie | Standard Editie |
| #               | Cd-titel                                 | Schrijvers                                                           | Speelduur       |                 |
| --------------- | ---------------------------------------- | -------------------------------------------------------------------- | --------------- | --------------- |
| 1.              | "Born to Try "                           | Goodrem, Auduis Mtawarira                                            | 4:13            |                 |
| 2.              | "Innocent Eyes "                         | Goodrem, Vince Pizzinga                                              | 3:53            |                 |
| 3.              | "Not Me, Not I "                         | Goodrem, Kara DioGuardi, Gary Barlow, Eliot Kennedy, Jarrad Rogers   | 4:25            |                 |
| 4.              | "Throw It Away"                          | Barlow, Kennedy, Cathy Dennis                                        | 3:52            |                 |
| 5.              | "Lost Without You "                      | Gerrard, Bridget Benenate                                            | 4:10            |                 |
| 6.              | "Predictable "                           | Goodrem, DioGuardi, Rogers                                           | 3:40            |                 |
| 7.              | "Butterfly"                              | Barlow, Kennedy, Tim Woodcock                                        | 4:00            |                 |
| 8.              | "In My Own Time"                         | Goodrem                                                              | 4:06            |                 |
| 9.              | "My Big Mistake"                         | Goodrem, Barlow, Kennedy, Woodcock                                   | 3:44            |                 |
| 10.             | "This Is Not Me"                         | Goodrem, Pizzinga                                                    | 4:29            |                 |
| 11.             | "Running Away"                           | Goodrem, Barlow, Kennedy, Woodcock                                   | 3:21            |                 |
| 12.             | "A Year Ago Today"                       | Goodrem, Mark Holden, Paul Wiltshire                                 | 4:13            |                 |
| 13.             | "Longer"                                 | Goodrem, Barlow, Kennedy, Woodcock                                   | 3:53            |                 |
| 14.             | "Will You Fall for Me"                   | Goodrem                                                              | 3:59            |                 |
| Deluxe Editie   |                                          |                                                                      |                 |                 |
| #               | Dvd-titel                                | Bedoeling                                                            | Speelduur       |                 |
| 1.              | Born To Try                              | Video                                                                |                 |                 |
| 2.              | Lost Without You                         | Video                                                                |                 |                 |
| 3.              | Born To Try                              | Live                                                                 |                 |                 |
| 4.              | Born To Try                              | Behind The Scenes                                                    |                 |                 |
| 5.              | Lost Without You                         | Behind The Scenes                                                    |                 |                 |
| 6.              | Delta In London                          | Behind The Scenes                                                    |                 |                 |
| Japanse versie  |                                          |                                                                      |                 |                 |
| 1.              | "Born to Try"                            | (Goodrem, Auduis Mtawarira)                                          | 4:13            |                 |
| 2.              | "Lost Without You"                       | (Gerrard, Bridget Benenate)                                          | 4:08            |                 |
| 3.              | "A Little Too Late"                      | (Goodrem, Gary Barlow, Elliot Kennedy)                               | 3:29            |                 |
| 4.              | "Last Night on Earth"                    | (Goodrem, billymann, Chris Rojas)                                    | 4:07            |                 |
| 5.              | "Flawed"                                 | (Billyman, Goodrem, Chris Rojas)                                     | 4:29            |                 |
| 6.              | "Almost Here" (duet with Brian McFadden) | (Brian McFadden, Paul Barry, Mark Taylor)                            | 3:48            |                 |
| 7.              | "Extraordinary Day"                      | (Goodrem, Vince Pizzinga)                                            | 4:16            |                 |
| 8.              | "Innocent Eyes"                          | (Goodrem, Vince Pizzinga)                                            | 3:52            |                 |
| 9.              | "Not Me, Not I"                          | (Goodrem, Kara DioGuardi, Gary Barlow, Eliot Kennedy, Jarrad Rogers) | 4:25            |                 |
| 10.             | "Never Fades Away"                       | (Goodrem, Matthew Gerrard, Bridget Benenate)                         | 3:34            |                 |
| 11.             | "Predictable"                            | (Goodrem, DioGuardi, Rogers)                                         | 3:38            |                 |
| 12.             | "My Big Mistake"                         | (Goodrem, Barlow, Kennedy, Woodcock)                                 | 3:42            |                 |
| 13.             | "Be Strong"                              | (Goodrem, Matthew Gerrard, Bridget Benenate)                         | 4:01            |                 |
| 14.             | "Out of the Blue"                        | (Goodrem, Guy Chambers)                                              | 4:23            |                 |

## Charts
Het album debuteerde op #2 in de Australische chart. Met in de eerste week verkopen van 70.000 albums waardoor het gelijk platina werd in Australië. De volgende week bereikte het de #1 positie en bleef daar voor 6 weken achter elkaar staan. Vervolgens werd het album dubbel platina verklaard waardoor het album meer dan 140.000 albums had verkocht. Het album werd van de #1 positie af geworpen en werd weer #2, maar het pakte de #1 positie weer af de volgende week en bleef daar 23 weken lang. Een record in Australië. Het album werd 14× platina verklaard (980.000 platen) en bleef 78 weken in de Australische Chart. Het is een miljoen keer over de toonbank gegaan.
Ook in Engeland werd een succes. Het album haalde de #2 positie in het Engeland maar werd van de #1 plaats gestoten door het debuutalbum van Beyoncé. In totaal is het 750.000× verkocht en kreeg het 2 keer platina (600.000 platen). In Nieuw-Zeeland bereikte het de #6 positie en werd 3× platina verklaard (45.000). Het album werd ongeveer 3 miljoen keer verkocht.
Innocent Eyes was het best verkochte album in Australië en 18de best verkochte plaat in Engeland in 2003.
| Chart (2003)              | Hoogste Positie |
| ------------------------- | --------------- |
| Australian Albums Chart   | 1 (29 weken)    |
| UK Albums Chart           | 2               |
| Ireland Albums Chart      | 4               |
| New Zealand Albums Chart  | 6               |
| Japan Albums Chart        | 19              |
| Japan International Chart | 8               |
| Norway Albums Chart       | 12              |
| France Albums Chart       | 39              |
| Sweden Albums Chart       | 48              |
| Switzerland albums chart  | 53              |

| chart               | certificaat | verkoop    |
| ------------------- | ----------- | ---------- |
| Australia ARIA      | 14× platina | 1.000.000+ |
| Frankrijk           | -           | 30.000+    |
| Duitsland IFPI      | goud        | 100.000+   |
| Indonesië           | goud        | 75.000+    |
| Japan Oricon        | -           | 45.000+    |
| Nieuw-Zeeland RIANZ | 3× platina  | 45.000+    |
| Singapore RIAS      | goud        | 10.000+    |
| UK BPI              | 2× platina  | 600.000+   |

## Singles
| #  | titel              | datum                                    | bijzonderheid           |
| -- | ------------------ | ---------------------------------------- | ----------------------- |
| 1. | "Born to Try"      | november 2002 (AUS), maart 2003 (UK)     |                         |
| 2. | "Lost Without You" | januari 2003 (AUS), juni 2003 (UK)       |                         |
| 3. | "Innocent Eyes"    | juni 2003 (AUS), september 2003 (UK)     |                         |
| 4. | "Not Me, Not I"    | september 2003 (AUS), december 2003 (UK) |                         |
| 5. | "Predictable"      | december 2003                            | Australia-only uitgave  |
| 6. | "Throw It Away"    | januari 2004                             | UK digital-only uitgave |

## Personnel
- Delta Goodrem - vocals, piano, keyboards
- Mark Russell - production coordination
- John Fields - arranger, keyboards, producer, engineer, string arrangements, bass, guitar
- Matthew Gerrard - arranger, programming, producer, instrumentation
- Gary Barlow - keyboards, programming, producer
- Eliot Kennedy - producer, guitar
- David Nicholas - producer, vocal engineer
- Rick Wake - producer
- Daniel Denholm - conductor, string arrangements
- Mike Ruekberg - guitar (baritone)
- Steve MacKay - guitar
- Mark Punch - guitar
- Phil Solem - guitar
- Craig Myers - guitar
- Jeremy Meek - bass guitar
- Chris Cameron - string arrangements
- Vince Pizzinga - cello arrangement
- Ameena Khawaja - cello
- Richard Sanford - piano
- David Falzone - piano
- Matt Mahaffey - keyboards, noise
- Billy Hawn - percussion
- Dorian Crozier - drums
- Cathy Dennis - vocals (background)
- Ami Richardson - vocals (background)
- Bob Cadway - engineer
- Chong Lim - vocal engineer
- Jim Annunziatto - assistant engineer
- Michael Brauer- mixing
- Greg Calbi - mastering
- Robbie Adams - assistant
- Sam Story - assistant
- Blair Simmons - assistant